# Tongloze kikkers
Tongloze kikkers (Pipidae) zijn een familie van de kikkers (Anura). De groep werd voor het eerst wetenschappelijk beschreven door John Edward Gray in 1825. Oorspronkelijk werd de wetenschappelijke naam Piprina gebruikt.
Alle soorten komen zowel voor in Afrika als Zuid-Amerika. Vanwege het gescheiden verspreidingsgebied en de verschillen in lichaamsbouw en levenswijze wordt deze familie soms wel verdeeld in twee onderfamilies; de klauwkikkers (Dactylethrinae) en de Surinaamse padden (Pipinae). Alle soorten zijn zeer sterk aan het water gebonden en komen er nooit uit. De lichaamsbouw is hierop aangepast; de tenen zijn verbonden met goed ontwikkelde zwemvliezen en het lichaam is vaak zeer sterk afgeplat. Omdat de tong ontbreekt, moeten de dieren de prooi met de vingers naar binnen duwen wat eruitziet alsof de kikker 'met de handen' eet.
Een aantal soorten uit de familie tongloze kikkers, met name de soorten Xenopus laevis en Xenopus tropicalis, wordt wereldwijd gebruikt in laboratoria voor genetische studies. De reden is de relatief enorme afmeting van de oöcyten, die daardoor makkelijk bestudeerd kunnen worden, zie ook klauwkikker.
De klauwkikker is daarnaast ook bekend om een geheel andere reden: het is waarschijnlijk de vector van de beruchte schimmel Batrachochytrium dendrobatidis, die wereldwijd kikkers en padden bedreigt.

## Taxonomie
Er zijn 41 soorten in vier geslachten, inclusief de pas in 2011 beschreven soort Xenopus lenduensis.
Familie Pipidae
- Geslacht Hymenochirus
- Geslacht Pipa
- Geslacht Pseudhymenochirus
- Geslacht Xenopus